# Jonas Reckermann
Jonas Reckermann, né le 26 mai 1979 à Rheine (Allemagne), est un joueur de beach-volley allemand, désormais retraité.
Avec son compatriote Julius Brink, il a remporté la médaille d'or aux Jeux olympiques d'été de 2012 à Londres. les deux joueurs ont été le premier, et à ce jour, le seul duo européen à remporter la médaille d'or olympique. En outre, ils ont également été la première équipe européenne à remporter un titre de champion du monde.

## Carrière

### Les débuts
Associé avec David Klemperer, Jonas Reckermann remporte le Championnat d'Europe U23 en l'an 2000. Ce fut le seul tournoi qu'il joua lors de cette même année.
Reckermann a représenté son pays natal aux Jeux olympiques d'été de 2004 à Athènes, où il a terminé à la neuvième place avec son partenaire de l'époque, Markus Dieckmann. En 2006, il ne participe à aucune épreuve en raison d'une blessure au dos. 

### Le succès
Il a remporté deux fois le Championnat d'Europe de beach-volley, en 2002 et en 2004. En 2009, il a remporté quatre compétitions de la FIVB (donc trois tournois du Grand Chelem d'affilée) et a remporté le titre mondial du FIVB Beach Volley World Tour avec son partenaire Julius Brink. 
Le duo Brink-Reckermann a enfin remporté le Tournoi olympique de beach-volley à Londres, en 2012. En finale, ils ont battu l'équipe brésilienne Alison-Emanuel, ce qui en a fait la première victoire d'un pays européen dans l'histoire olympique.

## Palmarès

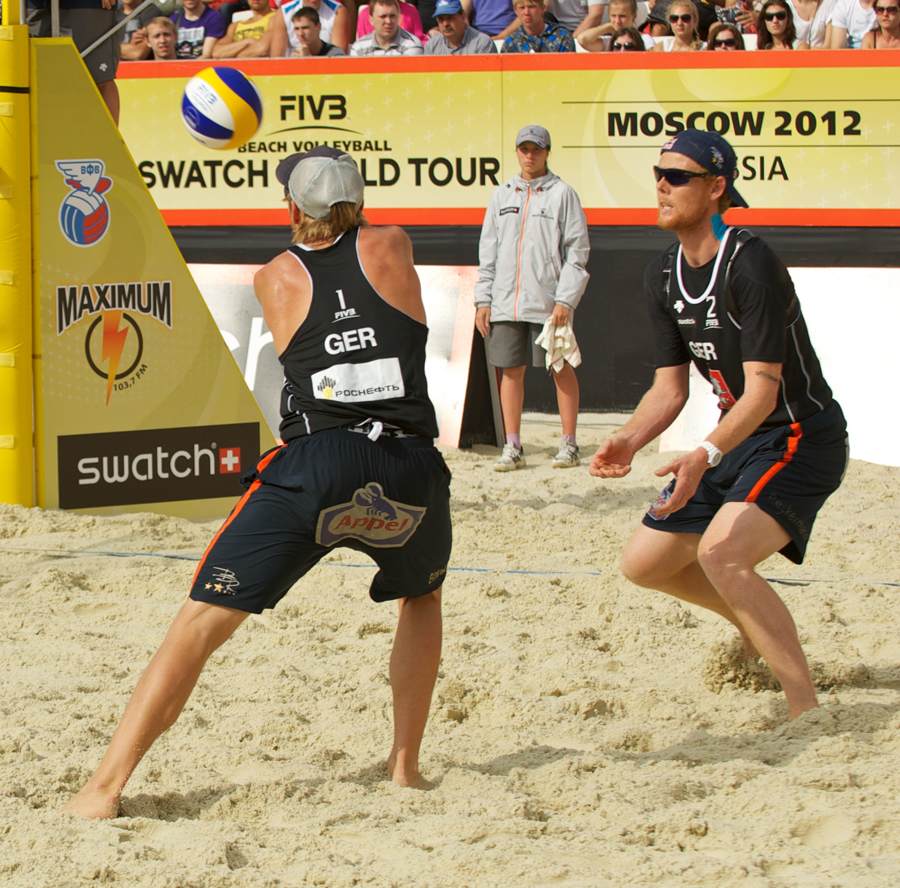
Jonas Reckermann (d) avec Julius Brink, 2012

### Jeux olympiques d'été
- Médaille d'or, avec Julius Brink, aux Jeux olympiques de 2012 à Londres
- 9e aux Jeux olympiques de 2004 à Athènes

### Championnats du monde de beach volley
- Médaille de bronze aux Championnats du monde FIVB 2011 à Rome (Italie)
- Médaille d'or aux Championnats du monde FIVB 2009 à Stavanger

### FIVB Beach Volley World Tour
- Vainqueur en 2009 avec Julius Brink

### Championnats d'Europe de beach-volley
- Médaille d'or en 2012 à Schéveningue, (Pays-Bas)
- Médaille d'or en 2011 à Kristiansand, (Norvège)
- Médaille de bronze en 2005 à Moscou, (Russie)

## Partenaires successifs
Jonas Reckermann a connu plusieurs partenaires, au fil des retraites et des changements volontaires de partenaires. Il a ainsi joué en duo avec :
- Julius Brink ;
- Markus Dieckmann ;
- Mischa Urbatzka ;
- Eric Koreng.

## Retraite sportive et reconversion dans les médias
Jonas Reckermann a annoncé sa retraite sportive après la saison 2012, en raison de problèmes persistants au dos. Il est actuellement le principal expert en beach-volley des émissions de la chaîne de télévision Sky Allemagne.